# Miamisburg
Miamisburg é uma cidade localizada no estado norte-americano de Ohio, no Condado de Montgomery.

## Demografia
Segundo o censo norte-americano de 2000, a sua população era de 19.489 habitantes.
Em 2006, foi estimada uma população de 19.878, um aumento de 389 (2.0%).

## Geografia
De acordo com o United States Census Bureau tem uma área de
29,5 km², dos quais 29,0 km² cobertos por terra e 0,5 km² cobertos por água. Miamisburg localiza-se a aproximadamente 296 m acima do nível do mar.

## Localidades na vizinhança
O diagrama seguinte representa as localidades num raio de 12 km ao redor de Miamisburg.